# Tōgane (Chiba)
Tōgane (東金市 Tōgane-shi?) es una ciudad localizada en Chiba, Japón.
A partir de 2003, la ciudad tiene una población de 61.318 y una densidad de 686,34 personas por km². La superficie total es de 89,34 km².
La ciudad fue fundada el 1 de abril de 1954.